# تيموثي باري
تيموثي باري (12 ديسمبر 1964 في المملكة المتحدة - ) (بالإنجليزية: Timothy Barry)‏ هو لاعب كريكت بريطاني. لعب مع British Universities cricket team ‏ وBuckinghamshire County Cricket Club ‏.

## وصلات خارجية
- تيموثي باري على موقع إي آس بي آن كريك إنفو (الإنجليزية)